# جرالد ای. براون
جرالد ای. براون (انگلیسی: Gerald Edward „Gerry“ Brown؛ زاده ۲۲ ژوئیهٔ ۱۹۲۶ درگذشته ۳۱ مهٔ ۲۰۱۳) یک دانشمند اهل ایالات متحده آمریکا بود.